# Ценівка
Це́нівка, Це́ніївка — річка в Україні, в межах Тернопільського району Тернопільської області. Ліва притока Золотої Липи (басейн Дністра). 

## Опис
Довжина 27 км, площа водозбірного басейну 222 км². Похил річки 3,6 м/км. Річкова долина переважно V-подібна, в окремих місцях трапецієподібна, завширшки 1,8 км; глибина долини у пониззі 100—120 м. Заплава двостороння, завширшки 100 м, у пониззі заболочена. Річище завширшки до 10 м; місцями зарегульоване. Живлення мішане з переважанням снігового. Льодовий покрив нестійкий. Використовується на господарські потреби. 

## Розташування
Річка бере початок на західній околиці с. Олесине. Тече спершу на північний захід і захід, згодом повертає на південь, ближче до гирла тече на південний захід. Впадає до Золотої Липи на південь від села Потуторів. 
Притоки: Конюхи (права) та невеликі потічки.

## Населені пункти
Над річкою розташовані такі села: Ценів, Бишки, Потік, Куропатники, Баранівка, Шибалин, Жовнівка і Потутори.